# Estación de Arènes
La estación de Arènes (denominada Toulouse-Saint-Cyprien-Arènes en su parte ferroviaria) es una estación intermodal situada en la ciudad francesa de Toulouse. Se compone de una estación de metro, una estación de ferrocarril, una parada de tranvía, una terminal de autobuses y dos aparcamientos disuasorios.
Es gestionada por Tisséo, el gestor del transporte público tolosano, a excepción de la explotación ferroviaria que pertenece a la SNCF.

## Situación
La estación se encuentra en el terreno que ocupara la antigua plaza de toros de Toulouse, de la cual recibe el nombre. Se sitúa al suroeste de la ciudad, en el barrio de la misma denominación. Alejada del centro de la ciudad, permite el acceso rápido por grandes viales permitiendo aprovechar al máximo las posibilidades de la intermodalidad entre medios de transporte.

## Configuración
Las diferentes estaciones y terminales se encuentran en torno a una plaza, realizándose la comunicación entre ellas por el exterior, recorriendo una corta distancia a pie. En el centro del complejo se encuentran algunos comercios, como tiendas de Tissèo, SNCF o una panadería.

### Estación de metro

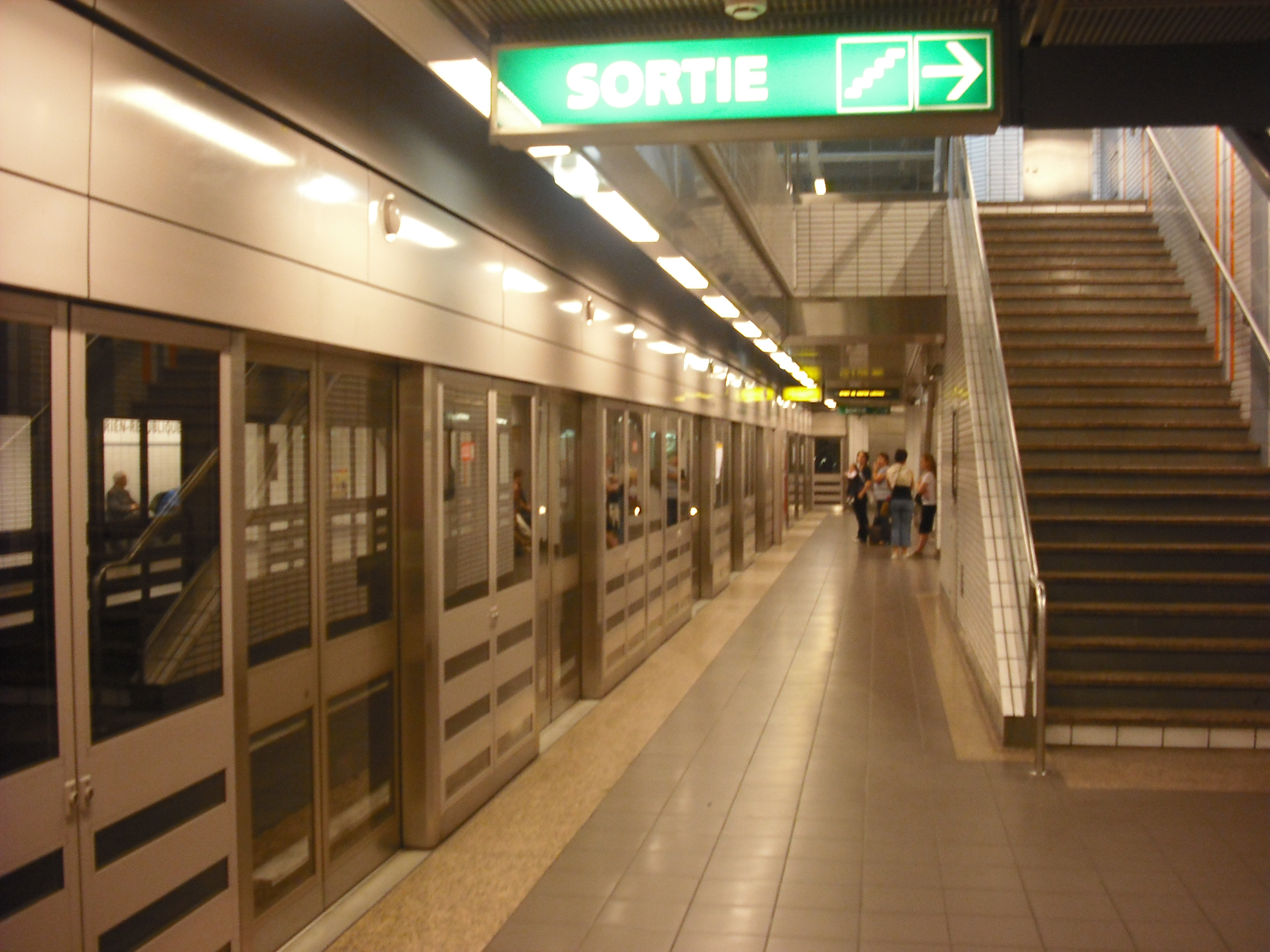
Andén de metro en la estación.

La estación de metro se encuentra situada en el centro del complejo. Pertenece a la línea A y forma parte de su primera fase, por lo que fue inaugurada en 1993.
Completamente subterránea, dispone de un vestíbulo y dos andenes laterales. Tiene 12 puertas de andén que le permite acoger trenes de 52 metros.

### Estación ferroviaria
La estación ferroviaria se sitúa en superficie y pertenece a la línea Toulouse-Auch, que es servida con trenes regionales TER. Un tramo de la línea de trenes regionales, entre la estación de Arènes y la de Colomiers, puede ser utilizada con billetes de metro y es denominada como línea C de la ciudad.
La línea ferroviaria pasaba por la zona antes de la construcción del intercambiador, y ya existía una estación denominada Toulouse-Saint-Cyprien, pero fue fuertemente remodelada durante la construcción de metro para facilitar los trasbordos.
Toda la circulación en la línea y la estación depende de la SNCF.

### Parada de tranvía
La última en ser construida, acoge las dos líneas del tranvía de Toulouse desde su inauguración en 2010. Dispone de tres vías, que permiten una mayor frecuencia en horas pico. La parada fue terminal provisionalmente durante las obras de construcción de la red.

### Terminal de autobuses
La estación terminal dispone de una terminal de autobuses dividida en dos partes, una pensada para los autobuses pasantes o de gran frecuencia y otra para los autobuses que estacionan y parten de la terminal. Es la principal conexión entre el metro de la ciudad y las líneas de autobús que recorren el oeste de la ciudad.

### Aparcamientos disuasorios
Los dos aparcamientos disuasorios suman 780 plazas y son de uso gratuito para los usuarios del transporte público de la ciudad.

## Arquitectura
Toda la estación fue planeada por el estudio Architecture-Studio a excepción del segundo aparcamiento disuasorio y la parada de tranvía, de creación posterior. En la estación de metro se encuentra una obra de arte, formada por manchas onduladas azules, realizada por el artista Olivier Debré.